# 宇津救命丸
宇津救命丸（うづきゅうめいがん）は、栃木県塩谷郡高根沢町に本社を置く宇津救命丸株式会社が製造・販売する乳幼児用の医薬品であり、かんの虫、夜泣き、下痢をはじめとする消化器系の不調などに効果がある。主成分に8種類の生薬を使用している。

## 概要
慶長2年10月13日（1597年11月22日）、初代宇津権右衛門が「宇津の秘薬」として下野国（栃木県）に帰農した頃に創製したのが始まりであり、現在の名称は昭和6年（1931年）より使用されている。かつては『金匱救命丸』と称した。また、古くは大人向けの救急薬として使われており、特に道中薬として旅籠などでも売られ、印籠に入れて持ち歩いた。

## 乳幼児用医薬品の勢力分布
宇津救命丸は主に東日本ではよく知られているが、西日本ではあまり知名度がなく、代わりに樋屋奇応丸の方が有名である。
双方とも商標であるが、それぞれの地域では乳幼児用医薬品の代名詞となっており、東西の文化の違いを示すひとつの例となっている（毎日新聞2006年9月20日付東京朝刊）。これはテレビCMの影響も大きく、東日本では東京の会社の製品である宇津救命丸が、西日本では大阪市の会社の製品である樋屋奇応丸のCMがオンエアされており、その逆はない（関東地区では樋屋奇応丸のCMが1980年代にテレビ東京を通じてオンエアされていた）。
そのため、東京の人が大阪の人に対して「宇津救命丸」と言っても理解されないことがほとんどである。逆に、関西ではポピュラーな樋屋奇応丸のCMソングは東京の人にはなじみがなく、知っているとしたら関西、ないしは西日本在住経験のある人である場合が多い。